# Sarah Iversen
Sarah Aaberg Iversen (Frederiksberg, 10 de abril de 1990) é uma jogadora de handebol dinamarquesa.

## Carreira
Sarah Iversen jogou handebol juvenil no SNIK, Lyngby HK e Virum-Sorgenfri HK. Em 2008, ela mudou para o Nordkøbenhavn Håndbold, da segunda divisão. Depois de um ano ela mudou para Nykøbing Falster Håndbold. Na temporada 2012/2013 mudou-se para o HC Odense, mas regressou ao Nykøbing Falster após 4 temporadas.
Na temporada 2018/2019, ela se mudou para Herning-Ikast Håndbold. Em sua primeira temporada, ela ganhou a Copa da Dinamarca. No verão de 2020, ela fez uma pausa devido à gravidez, o que a fez perder o Campeonato Europeu Feminino de Handebol de 2020. Em 2023, ela venceu a Liga Europeia EHF com Ikast Håndbold.
Ela fez sua estreia na seleção dinamarquesa em 19 de março de 2015, contra a França. Ela representou a Dinamarca no Campeonato Mundial Feminino de Handebol de 2017, na Alemanha. Nos Jogos Olímpicos de Verão de 2024, em Paris, conquistou a medalha de bronze no torneio feminino do handebol, após vencer a equipe sueca por 30–25 na disputa pelo terceiro lugar.